# Oostvaardersbuurt (Almere)
Oostvaardersbuurt is een wijk in de Nederlandse stad Almere. De wijk is gelegen in het stadsdeel Almere Buiten en grenst aan Seizoenenbuurt, Indischebuurt, Sieradenbuurt, het Oostrandpark en aan het natuurgebied De Oostvaardersplassen. Op 1 januari 2023 telde de wijk 5.805 inwoners, verdeeld over 1.988 woningen, op een oppervlakte van 1,21 km².
De wijk is vernoemd naar de Oostvaarders, de vaarders die richting de Oostzee gingen om handel te drijven. De straatnamen zijn ontleend aan namen uit de Hanzetijd (ca. 1300 tot ca. 1650) en uit de V.O.C. tijd (1602 tot 1798). Het gaat dan om namen van scheepstypen, van landstreken, van (handels)gebouwen, van schepen en namen van zee- en kooplieden.
De Oostvaardersbuurt staat bekend om haar Groene Loper die bezoekers brengt naar de Oostvaardersplassen.
Deze wijk telt twee basisscholen: PCBS De Dukdalf (dependance) en OBS De Egelantier. Naast de scholen liggen een Kindercentrum Marijtje Doets, en Apotheek, Dierenarts- en Huisartsenpraktijk Het Duyfken. Opvallend genoeg zijn verder in de gehele wijk geen bedrijfspanden aanwezig.
In de naaste omgeving van de wijk ligt ook KBS Het Kristal en een tweetal scholen voor het middelbaar en voortgezet onderwijs: Buitenhout College en Montessori Lyceum Flevoland.
Voor vragen en ondersteuning op het gebied van wonen, welzijn, zorg kan contact opgenomen worden met het Wijkteam Almere Buiten Oost.

## Openbaar vervoer
De wijk wordt doorsneden door een busbaan. Nabij de wijk bevindt zich het station Almere Oostvaarders van NS, die ook aan de Indischebuurt grenst.
Oostvaardersbuurt heeft twee bushaltes waar de volgende buslijnen stoppen:
- Oostvaardersbuurt  M2
- Station Oostvaarders  M2   M7

### Metrobus
| Lijn | Lijn        | Route                                  | Via | Opmerkingen |
| ---- | ----------- | -------------------------------------- | --- | --- |
| M2   | Buitenmetro | Station Centrum - Stripheldenbuurt     | Staatsliedenwijk, Waterwijk, Bouwmeesterbuurt, Molenbuurt, Station Buiten, Seizoenenbuurt, Oostvaardersbuurt, Station Oostvaarders, Sieradenbuurt                    | Rijdt tussen Station Almere Oostvaarders en Stripheldenbuurt in een lagere frequentie, rijdt bij Station Centrum verder als buslijn M1 . Rijdt op zaterdag 24 uur per dag op een deel van de route. |
| M7   | Parkmetro   | Station Centrum - Station Oostvaarders | Flevoziekenhuis, Filmwijk, Parkwijk, Station Parkwijk, Tussen de Vaarten, Landgoederenbuurt, Faunabuurt, Bloemenbuurt, Station Buiten, Regenboogbuurt, Eilandenbuurt | Rijdt op zaterdag 24 uur per dag op een deel van de route. |